# Belinda Galiano
Belinda Galiano (Kassel) es una informática alemana, presidenta de la Asociación E3 Futura, cofundadora de Campus Party y encargada de su organización.

## Trayectoria profesional
Nacida en Kassel, a los once años se instaló con su familia en Castellón, donde estudió Administración y orientó su carrera hacia el diseño. Muy joven fundó su primera empresa de creación de páginas web.
En 1997 cofunda Campus Party, el mayor evento de tecnología, creatividad y cultura digital del mundo. Se plantea como un encuentro que reúne a aficionados a la informática, innovación, ciencia, creatividad, emprendimiento y ocio digital. Desde 2008 se expandió internacionalmente por América Latina y otros países de Europa. Es fundadora y directora de marketing de Futura Networks, empresa que a través de la Asociación E3 Futura, organiza Campus Party.
La Asociación E3 se creó en abril de 1999 con el objetivo de acercar las sociedades de España, América Central y América del Sur en el uso de las Nuevas Tecnologías y de divulgar el intercambio de conocimiento.
En 2009 fue directora del primer Campus Party de Iberoamérica y participó en la primera jornada de software libre de Ibeoramérica.